# Ecologia humana
L’ecologia humana és una disciplina relacionada amb la sociologia, a més de l'antropologia cultural i la psicologia social que estudia les connexions de la població amb l'ecosistema i aquest és el seu tema important. L'ecologia humana és en si mateix un mètode per l'enfocament de la selecció que fa dels seus continguts com díades o com tríades: la població adaptada per la cultura i l'espai -que es compon d'organització social i tecnologia-, al seu medi ambient per a sobreviure. L'ecosistema format per aquestes quatre variables resulta inestable i en el límit d'aquest procés en conflicte està el plantejament ecològic d'adaptació biològica, perquè si la població s'expandeix el medi ambient es deteriora, o no respon a les noves necessitats, entrant en conflicte amb el disseny desitjat per a la comunitat humana.
Plantejaments com les megalòpolis han donat una visió global a les xarxes d'assentaments, explicant molts successos amb aplicacions en transports de persones i mercaderies amb nous paradigmes de distribució del treball espacial entre nombroses ciutats satèl·lits i les més influents ciutats per les seves prestacions reals o d'origen històric i en transició.